# Maqu
Maqu léase Ma-Chi (en chino:玛曲县, pinyin:Mǎqū Xiàn, tibetano: རྨ་ཆུ་རྫོང་།, wylie: Rma chu rdzong, ZYPY: Maqu Zong) es un condado bajo la administración directa de la prefectura autónoma tibetana de Gannan en la provincia de Gansu, República Popular China, con una población censada en noviembre de 2010 de 54 745 habitantes.
Se encuentra situada en el sur de la provincia, cerca de la frontera con las provincias de Qinghai y Sichuan.